# مانین
مانین (به فرانسوی: Magnien) یک کمون در فرانسه با جمعیت ۳۱۱ نفر است که در Canton of Arnay-le-Duc واقع شده‌است.